# Język anglo-normandzki
Język anglo-normandzki (Anglo-Normaund) – wymarły język z grupy romańskiej (podgrupa oïl), używany w średniowiecznej Anglii.

## Pochodzenie i historia
Język anglo-normandzki był odmianą języka staronormandzkiego, przodka języka normandzkiego, niekiedy uważanego za dialekt języka francuskiego.
Był językiem ojczystym „Anglo-Normanów”, potomków Normanów (zromanizowanych wikingów osiadłych w północnej części Królestwa Zachodnich Franków, którzy założyli tam księstwo Normandii i posługiwali szeregiem północnych odmian języka starofrancuskiego), którzy rządzili Anglią po jej podbiciu przez Wilhelma I Zdobywce w 1066 roku.
Większość ludności Anglii w tym czasie posługiwała się językiem staroangielskim, anglo-normandzki był używany przez dwór, szlachtę oraz członków rządzącej dynastii (np. normańskiej). Pierwszym angielskim królem, którego językiem ojczystym była angielszczyzna był Henryk IV Lancaster.
Anglo-normandzki był używany w handlu i relacjach z kontynentem, Irlandią i resztą Wysp Brytyjskich.
Oficjalne dokumenty w Królestwie Angielskim były początkowo pisane po łacinie, następnie od XII wieku również w języku anglo-normandzkim, później tylko po anglo-normandzku i dopiero w XIV wieku zaczęto je spisywać po angielsku.
Z czasem różnice między anglo-normandzkim a właściwym francuskim zaczęły się zacierać. Znaczenie języka francuskiego w Anglii również stopniowo spadało, jednak pozostawał on w użyciu w angielskim sądownictwie przez długi czas. Pierwsze prace prawne napisane w języku angielskim zostały zredagowane w XVI wieku. Angielszczyzna stała się obowiązkowa w trybunałach dopiero w 1731 roku, mimo to nawet dzisiaj niektóre staromodne francuskie zwroty są używane w tekstach ustaw, a dewizą monarchów brytyjskich pozostaje francuskie lub anglo-normandzkie zawołanie mające pochodzić od Ryszarda Lwie Serce.
Anglo-normandzki był też językiem kultury, używanym w angielskiej literaturze (anglo-normandzkiej), pisano w nim teksty kronikarskie, eposy rycerskie, teatralne, dydaktyczne, religijne.
Język anglo-normandzki wywarł znaczący wpływ na ówczesna a co za tym idzie na współczesną angielszczyznę. Wiele anglo-normandzkich słów zostało zapożyczonych do języka średnioangielskiego, zastępują ich dotychczasowe germańskie odpowiedniki, i przeszły do dzisiejszego języka angielskiego.